# Hydractinia paucispinata
Hydractinia paucispinata is een hydroïdpoliep uit de familie Hydractiniidae. De poliep komt uit het geslacht Hydractinia. Hydractinia paucispinata werd in 2006 voor het eerst wetenschappelijk beschreven door Vervoort. 